# Wasserschloss der Schweiz

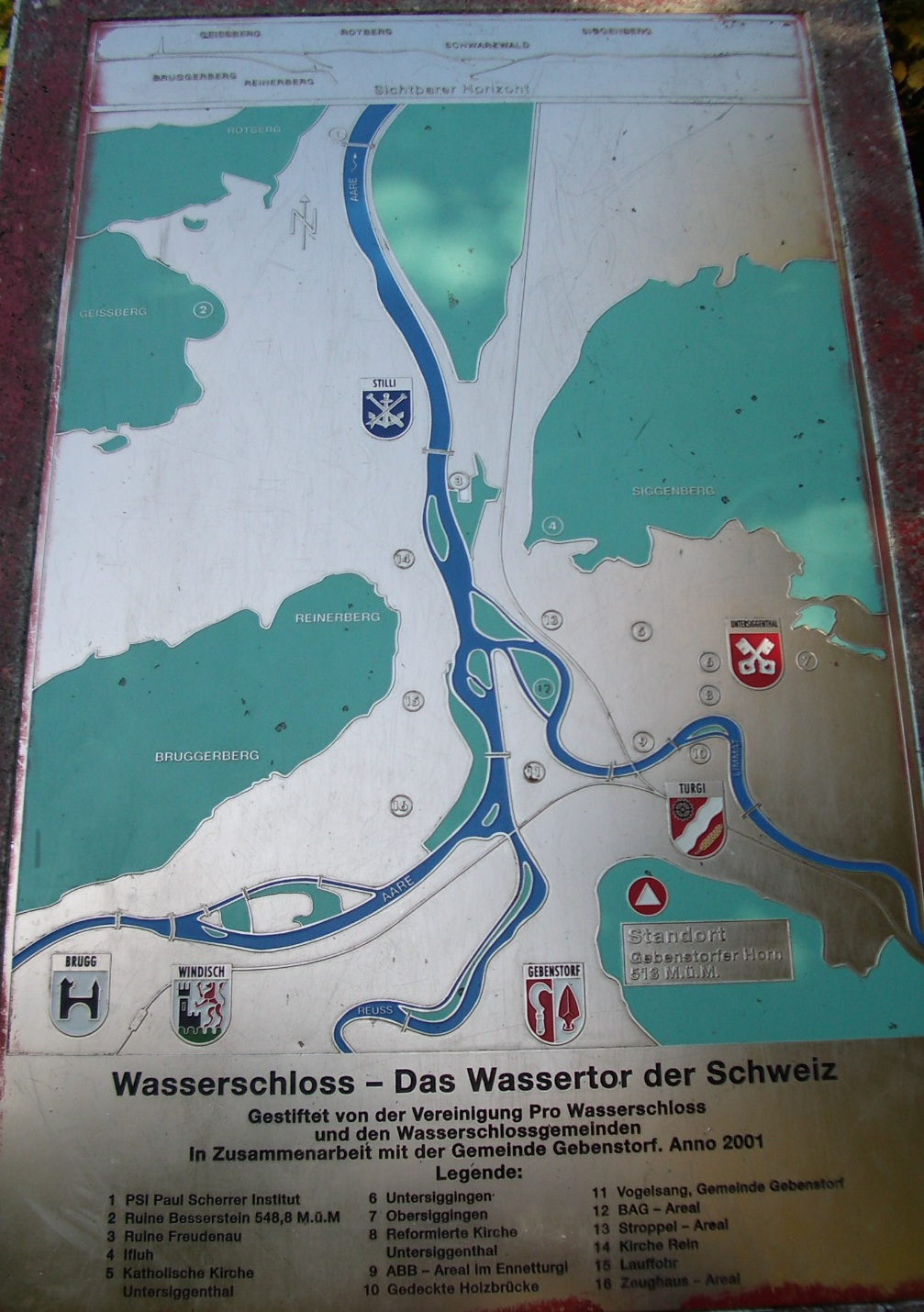
Übersichtstafel zum Wasserschloss

Als das Wasserschloss der Schweiz wird die Gegend im Dreieck von Brugg, Windisch, Gebenstorf, Turgi, Stilli und Untersiggenthal am südlichen Rand des Jura bezeichnet, wo sich die drei aus den Alpen kommenden Flüsse Aare, Reuss und Limmat beim Gebenstorfer Ortsteil Vogelsang vereinigen. Die Aare fliesst von da aus gegen Norden durch ein breites Quertal des Jura und erreicht bei Koblenz den Rhein.

## Hydrologie
Der Abfluss der drei vereinigten Gewässer liegt unterhalb der Limmateinmündung im Durchschnitt bei 555 m³ Wasser pro Sekunde. Dazu trägt die Aare 315 m³/s bei, die Reuss 140 m³/s und die Limmat 100 m³/s. Bei Hochwasserereignissen kann die Wassermenge nahezu auf das Dreifache ansteigen.

## Geographie
Aus den Flusssystemen der Aare, der Reuss und der Limmat mit den wichtigeren Nebenflüssen Zihl, Saane, Emme, Sarner Aa und Linth strömt das Wasser aus 40 % der Gesamtfläche der Schweiz im Kanton Aargau zusammen. Das Einzugsgebiet umfasst die Zentralschweiz, das Berner Oberland, das Freiburger Voralpengebiet, grosse Teile der Mittellandkantone Aargau, Neuenburg, Waadt, Solothurn und Zürich, den Kanton Glarus sowie die westlichen Regionen des Kantons St. Gallen. Die Aare ist unterhalb des Wasserschlosses der wasserreichste ausschliesslich durch schweizerisches Gebiet führende Fluss; sie führt beim Zusammenfluss mit dem Rhein in Koblenz 50 % mehr Wasser als dieser.
Das Wasserschloss ist an den vier "Winkeln" von Höhenzügen umgeben, die die Flusstäler um 150 bis 200 Meter überragen, z. B. der Bruggerberg (518 m) oberhalb von Brugg.

## Naturschutz
1989 hat der Grosse Rat des Kantons Aargau die Auenlandschaft mit dem so genannten Wasserschloss-Dekret geschützt. Das Gebiet gilt als eine Aue von nationaler Bedeutung. Sie ist in die Kategorie der wichtigen Schweizer Landschaften eingeordnet.

## Technik
In der Umgebung von Brugg sind mehrere Wasserkraftwerke gebaut worden und überqueren zahlreiche Brücken die Flüsse. Über die Technikgeschichte der Region informiert besonders der Industriekulturpfad Limmat–Wasserschloss.

## Bilder

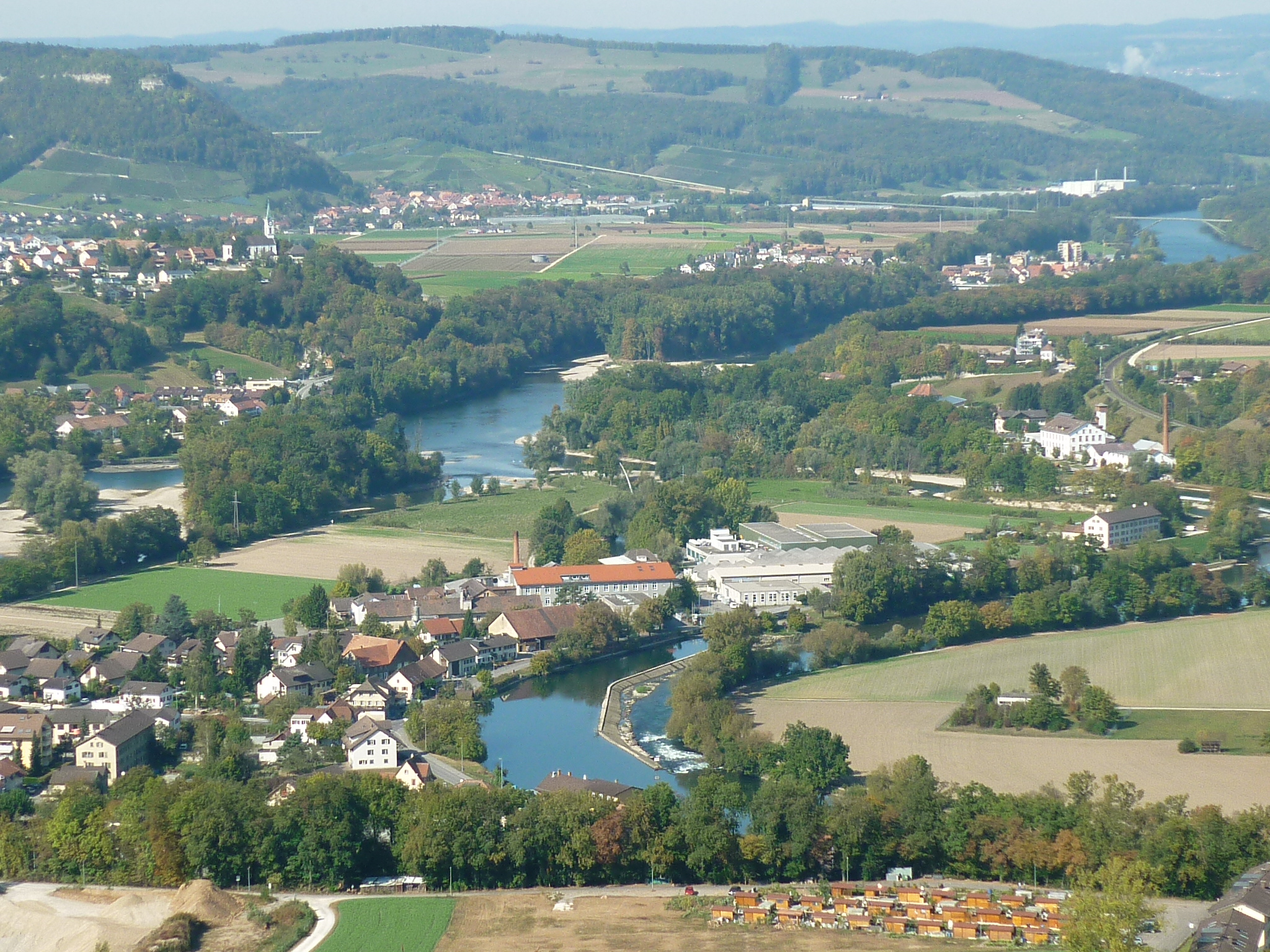
Sicht auf das Wasserschloss vom Gebenstorfer Horn
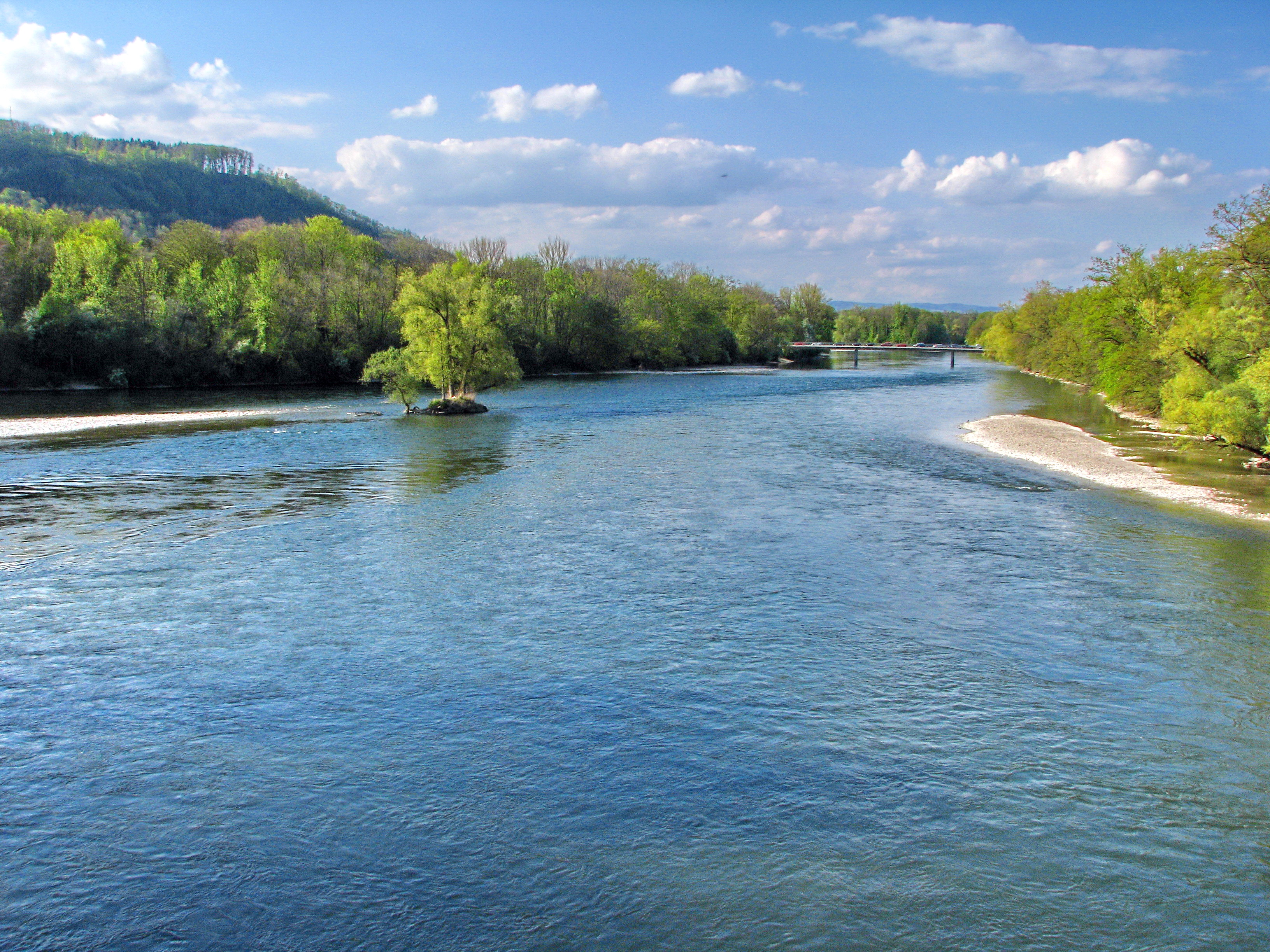
Der Zusammenfluss von Aare und Reuss, Blick von der Eisenbahnbrücke über die Reuss
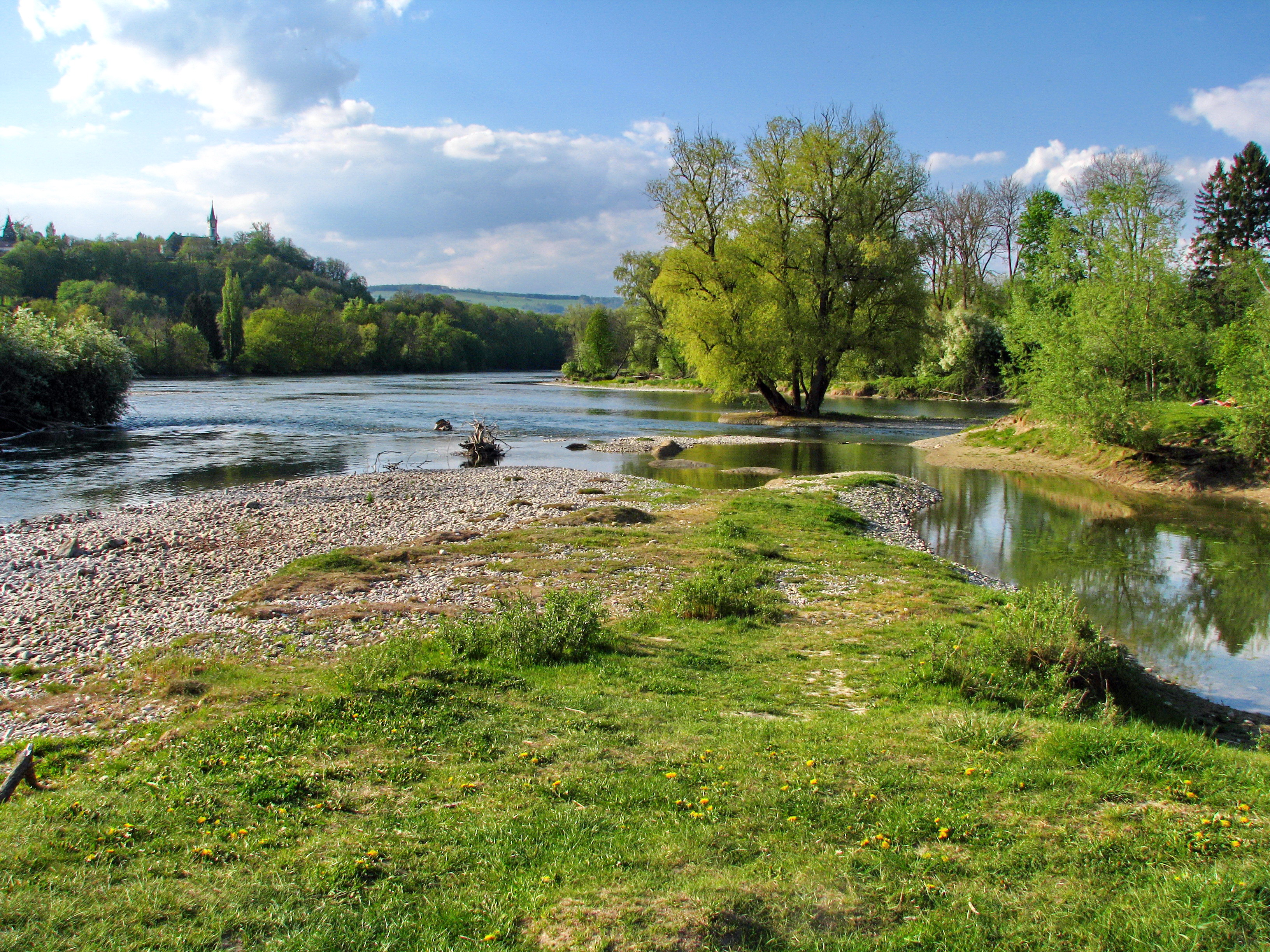
Das Naturschutzgebiet Limmatspitz von Pro Natura Aargau beim Zusammenfluss von Aare und Limmat
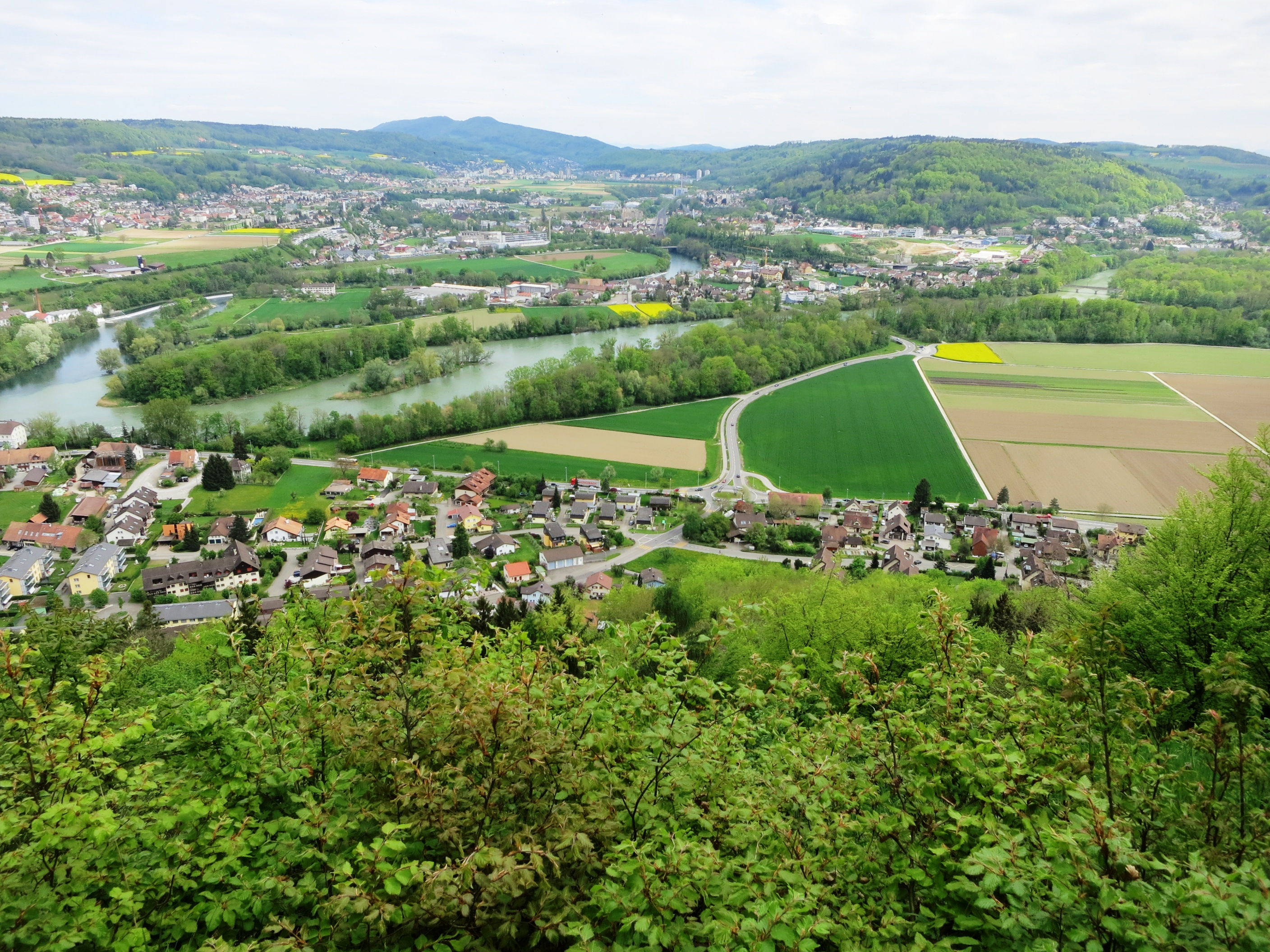
Sicht auf das Wasserschloss vom Bruggerberg
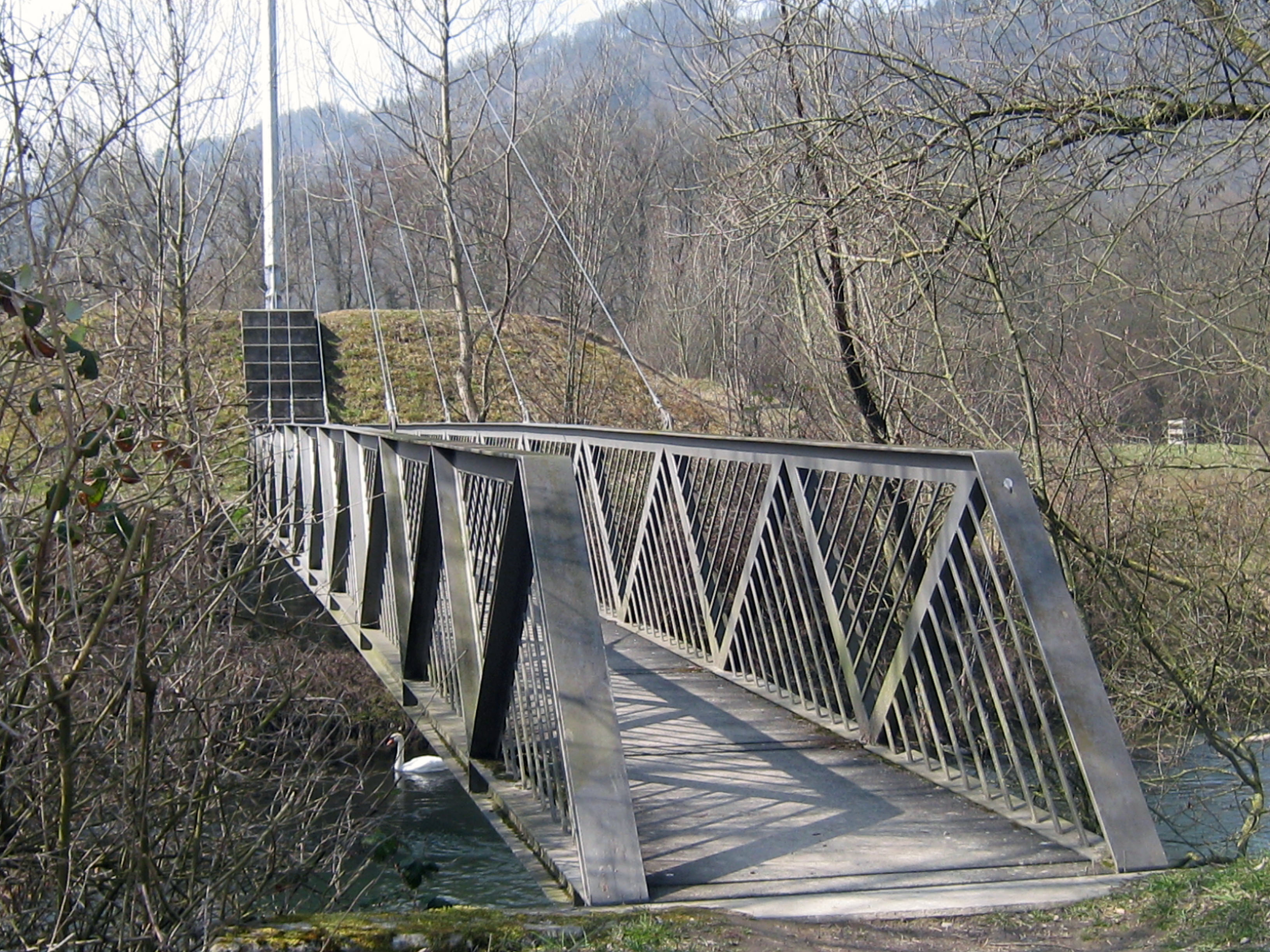
Fussgängersteg am Limmatspitz erbaut von der Felddivision 5